# Farvagny-le-Grand

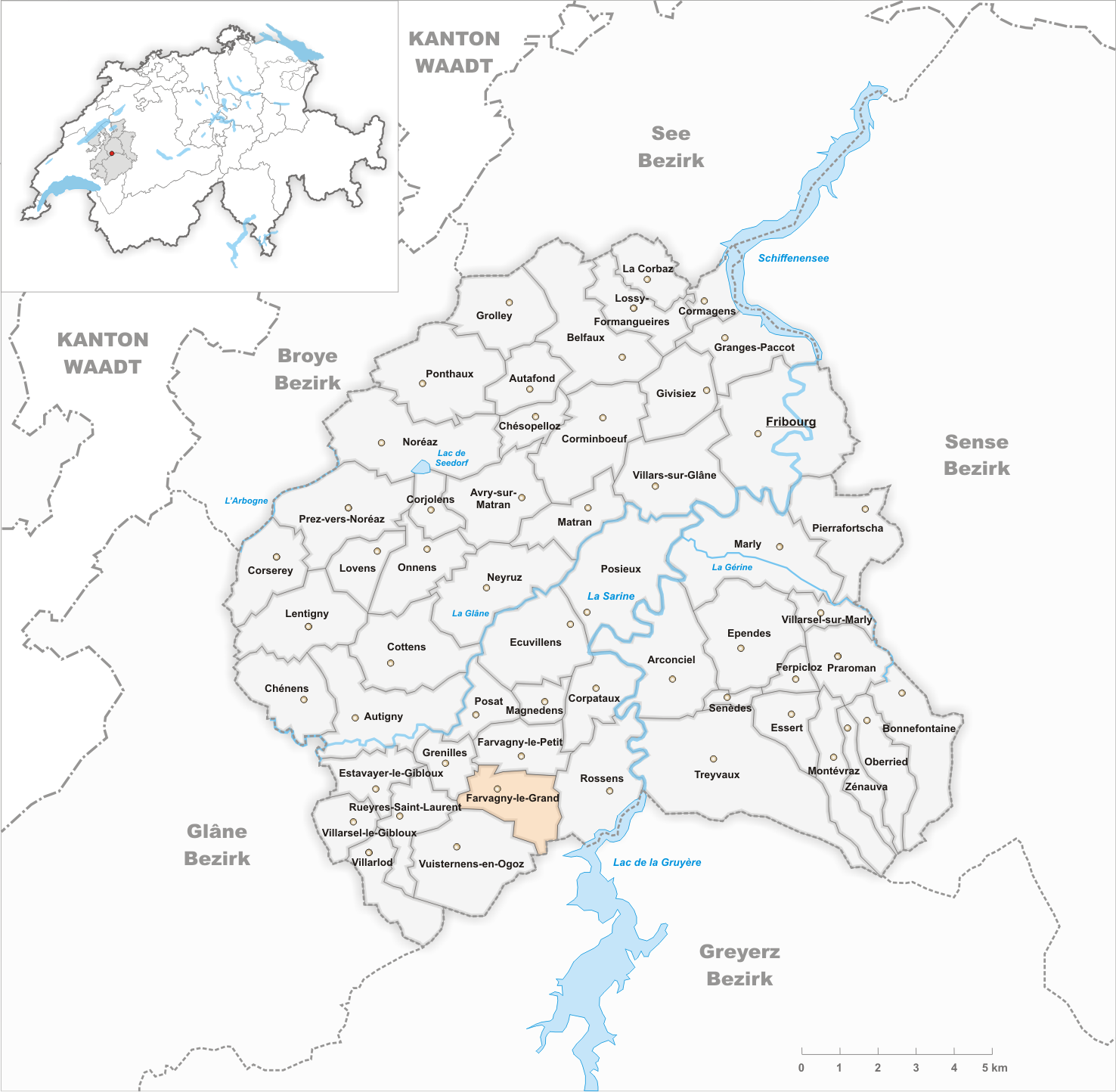
Gemeindestand vor der Fusion am 1. Januar 1996

Farvagny-le-Grand ist eine ehemalige Gemeinde des Bezirks Saane des Kantons Freiburg in der Schweiz. Am 1. Januar 1996 wurde die Gemeinde mit den ehemaligen Gemeinden Farvagny-le-Petit, Grenilles und Posat zur Gemeinde Farvagny fusioniert. Seit 2016 gehört das Dorf zur Gemeinde Gibloux und ist Sitz von deren Gemeindeverwaltung.